# Krasnolud

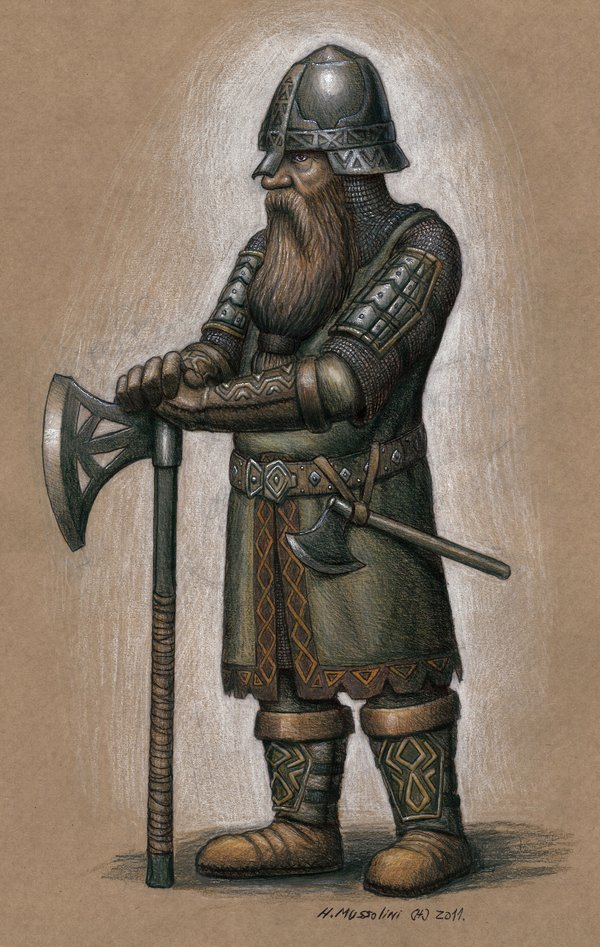
Krasnolud

Krasnolud (szwed. dvärg, norw. dverg, niem. Zwerg, ang. dwarf) – istoty z mitologii nordyckiej i germańskiej, obecne później także w folklorze niemieckim i skandynawskim, a współcześnie w literaturze, filmach i grach fantasy.
Wzorowane na istotach z nordyckich mitów krasnoludy pierwszy wprowadził do literatury fantasy J.R.R. Tolkien.
W większości utworów fantasy krasnoludy są rasą bardzo tajemniczą. Bronią swoich sekretów, czasem utajniając nawet swoją mowę tak, by była niezrozumiała dla innych. Są też bardzo honorowe. Są zazwyczaj przedstawiani jako niższe od człowieka, silne, krępe i dobrze umięśnione humanoidy, pierwotnie żyjące w kopalniach (zazwyczaj złota). W boju najchętniej używają toporów lub młotów i zawsze noszą długie brody, najczęściej splecione w fantazyjne warkocze. Krasnoludy spotykane w literaturze są zazwyczaj płci męskiej – o kobietach-krasnoludach rzadko się wspomina.
Równie często kojarzone są jednak ze stereotypem barbarzyńskiego wojownika, który nie stroni od alkoholu i innych używek. Są również wspaniałymi kowalami i rzemieślnikami.

## Tłumaczenia nazwy na język polski

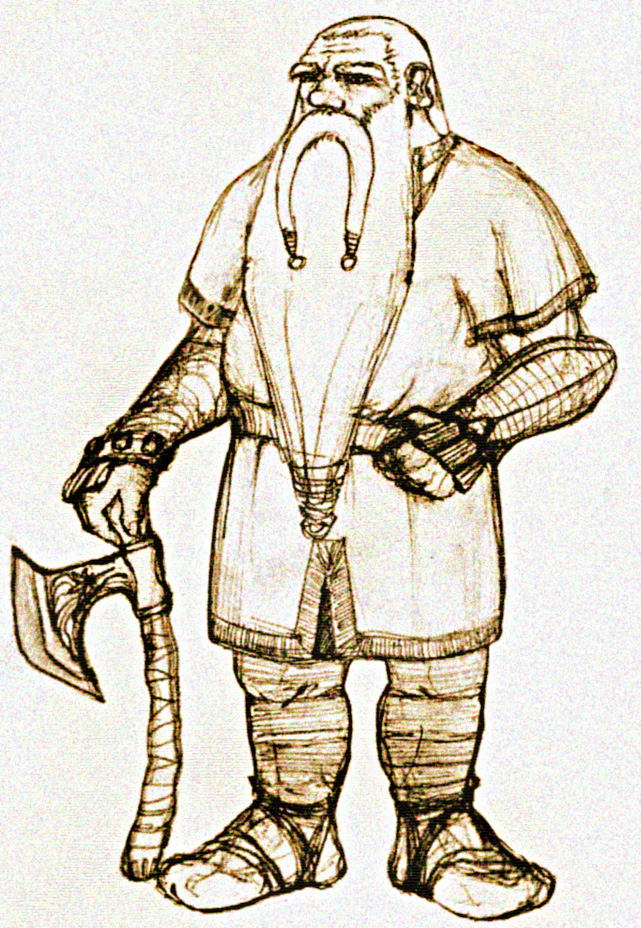
krasnolud

Maria Skibniewska, pierwsza tłumaczka książek Tolkiena na polski, jako pierwsza użyła zgrubienia krasnolud, jako że jej zdaniem słowo to bardziej pasowało do poważnych i wojowniczych, choć niższych od ludzi Tolkienowskich dwarves, niż krasnoludek, wyraz kojarzący się z maleńkimi, słabymi i zabawnymi istotkami.
Słowo krasnolud pojawiło się wcześniej w elementarzu z 1929.
Do czasów przekładu Skibniewskiej jako określenia krasnoluda (np. w librettach oper Richarda Wagnera) najczęściej używano słowa „karzeł”. Także w cyklu Opowieści z Narnii angielskie dwarf zostało przez Andrzeja Polkowskiego przetłumaczone jako karzeł.
Inny tłumacz dzieł Tolkiena, Jerzy Łoziński, użył na określenie tej rasy słowa krzat, termin krasnolud uważając za niepasujący do wyglądu postaci (brak czerwieni) oraz przynależności gatunkowej (niebycie ludźmi). Nazwał je jednak krzatami, a nie skrzatami, ponieważ te kojarzą się podobnie jak krasnoludki.

## Krasnoludy w mitologii nordyckiej

### Pochodzenie
Wojciech Górczyk o stworzeniu Krasnoludów pisze: „Na początku była Ginnungagab – Ziejąca Pustka, która graniczyła z Muspell – Krainą Ognia i Niflheim – Krainą Lodu (z czasem stanie się ona krainą zmarłych). Z Kotła (wulkanu) Hvergelmir wypływało dwanaście rzek, które zalewały Ginnungagab, lód zaczął się topić, tworząc glinę. Glina ożyła, tworząc z kolei Ymira – pradawnego olbrzyma. W celu zapewnienia olbrzymowi pożywienia powstała kolejna istota: Adhumala – Żywicielka. Adhumala żywiła się, liżąc słony szron, z którego wyłoniła się ludzka postać – Buri. Ymir ze swego żaru stworzył parę pierwszych olbrzymów, zaś Buri miał syna imieniem Bor, który spłodził dziecko z olbrzymką. Tym dzieckiem był Odyn. Odyn wraz z braćmi zabił Ymira, po czym dokonali kreacji świata z jego ciała. Następnie rozpoczęli tworzenie istot, które miały tenże świat zamieszkać. Pierwsze powstały Dverg (krasnoludy). Bogowie dali im świadomość i umieścili ich pod ziemią w krainie Nidavellir. Kolejnymi istotami, które się pojawiły, były elfy. (...) Jako ostatni do życia zostali powołani ludzie, którzy otrzymali krainę Midgard”.

### Wygląd
Wojciech Górczyk zauważa również, że:„Do XIII w. żadne źródła nie podają, aby dverg mieli być niżsi od ludzi. W kościele w Hylestad (Norwegia), obecnie w Muzeum starożytności w Oslo, znajduje się płaskorzeźba z XII wieku. Scena przedstawia jak Sigurðr (dverg) zabija Reginna (człowieka), gdzie dverg jest wzrostu człowieka. Dopiero od XIII w. dverg są przedstawiani jako mali i brzydcy.”. Obecnie dominuje pogląd, że postrzeganie krasnoludów (dverg), jako mniejszych od ludzi ma zawiązek z chrystianizacją mitologii nordyckiej w XIII w.

## Krasnoludy u różnych autorów
Zależnie od świata i autora krasnoludowie przedstawiani są w nieco odmienny sposób.
W stworzonej przez J.R.R. Tolkiena mitologii Śródziemia krasnoludowie są jedną z ras zamieszkujących Śródziemie. W przeciwieństwie do innych ras, którym życie dał Eru, krasnoludowie zostali stworzeni przez jednego z Valarów – Aulego. Powstali ze skał i minerałów z wnętrza Ziemi i mają ich charakterystyczne cechy – są twardzi i silni. Krasnoludzkie kobiety są nieliczne (z imienia wymieniona została tylko jedna z nich – Dís) i z punktu widzenia innych ras nie różnią się wyglądem zewnętrznym od mężczyzn.
W Świecie Dysku Terry’ego Pratchetta obie płci również są nieodróżniane i często mylone, a kobiety prowadzą identyczny tryb życia jak mężczyźni. Jeśli chodzi o ich charakter, to mimo że w domach (kopalniach macierzystych) prowadzą przykładny górniczo-pracowniczy tryb życia, po przeprowadzce do miast zaczynają przez cały czas nosić kolczugi (oraz dwuręczne topory). Najgorszą obrazą dla krasnoluda Świata Dysku jest nazwanie go ozdobą ogrodową. Ulubioną pieśnią krasnoludów jest ta o złocie, składa się ona z jednego wyrazu: „złoto” powtarzanego wiele razy, często przez wiele godzin. Największym krasnoludem (przez adopcję) Świata Dysku jest Marchewa Żelaznywładsson. Krasnoludowie w Świecie Dysku dzielą się na dwie grupy, te z Miedzianki (Ramtopy i okolice) oraz te z Überwaldu. Powieściami w dużej części traktującymi o krasnoludach są Piąty Elefant oraz Łups!.
Christopher Paolini w sadze „Dziedzictwo” ukazuje krasnoludy podobnie do innych autorów, lubią otwartą przestrzeń tak jak inne rasy, ale lubią też twardo stąpać po ziemi, ale najlepiej czują się pod nią, tworząc wspaniałe i rozległe budowle wykute w skałach Gór Beorskich. Według wierzeń Krasnoludy zostały ukształtowane przez boga Helzvoga z korzeni góry. Rytuał tej rasy nakazywał pochowanie każdego krasnoluda w kamieniu. Krasnoludy w jego książkach dzielą się na 13 klanów („Jeden rządzi, dwanaście go otacza.”) Nazwy klanów pochodziły od zdarzeń historycznych, czym się zajmowali lub od zwierząt. Niektóre z klanów (Dûrgrimst):
1. Indietum – klan metalmistrzów i kowali
2. Quan – klan sług i posłańców bogów
3. Rangi Hefthyn – straż Rzeczna pilnująca rzeki Az Rangi
4. Feldûnost – pasterze i rolnicy dosiadający Feldûnostów dużych kozic
5. Nagra – najodważniejsi z krasnoludów polujący na olbrzymie dziki zwane Nagra
6. Az Swelden rak Anhûin – łzy Anhûin
7. Fanghur.

W świecie Warhammera krasnoludowie zamieszkują głównie górskie twierdze, z których część upadła pod naporem Chaosu, orków czy skavenów. Są bardzo twardymi wojownikami, zawsze dotrzymującymi słowa, a honor jest dla nich bardzo ważny (tak samo jak złoto). Odrębną społecznością są Krasnoludy Chaosu.
W grze Arcanum krasnoludy władają biegle technologią i stoją za wynalezieniem maszyny parowej i wielu innych wynalazków, poza tym nie różnią się od krasnoludów Tolkiena.
W grze fabularnej Dungeons & Dragons schemat rasy nie odbiega zbytnio od przedstawionego w utworach J.R.R. Tolkiena, oprócz widocznych różnic pomiędzy płciami. Istnieją podgatunki krasnoludów tj. Krasnoludy Tarczowe, Krasnoludy Złote, Krasnoludy Leśne, Arktyczne Krasnoludy, oraz Duergary – Mroczne Krasnoludy.
W uniwersum The Elder Scrolls Dwemerowie zwani są krasnoludami, pomimo tego że byli rasą elficką. Wyróżniali się inteligencją, wiedzą o nauce i inżynierii. Ich cywilizacja stworzyła wielkie, zmechanizowane miasta i była technologicznie wysoko zaawansowana. Uważa się ją za wymarłą – niemal wszyscy jej członkowie zniknęli w tajemniczych okolicznościach.
W serii Might and Magic krasnoludy pojawiają się rzadko. W Heroes of Might and Magic III żyją w mieście elfów, od Heroes of Might and Magic V mają własne miasto - Fortecę i kulturę skupioną wokół kultu smoka ognia i jego żywiołu. (Dodatek Kuźnia Przeznaczenia) W „Legacy” są postaciami grywalnymi. Występują tam w 3 rodzajach – Obrońcy (klan Ponurej Stali), Zwiadowcy (klan Zimowego Wichru) i Kapłani Run (klan Czerwonych Płomieni). W serii występują też w „King’s Bounty” i dodatkach samodzielnych.
Czasami w fikcji spotyka się półkrasnoludy – mieszańce krasnoludów i ludzi (np. w zbiorze opowiadań J. Piekary Ani słowa prawdy, w świecie MUDa Laca, w Narnii).